# Mord in Mesopotamien
Mord in Mesopotamien (englischer Originaltitel Murder in Mesopotamia) ist der 19. Kriminalroman von Agatha Christie. Er erschien zuerst im Vereinigten Königreich am 6. Juli 1936 im Collins Crime Club und in den USA bei Dodd, Mead and Company später im selben Jahr. Die deutsche Erstausgabe wurde 1939 im Ibach Verlag (Leipzig, Wien) unter dem Titel Eine Frau in Gefahr in der Übersetzung von Auguste Flesch-Brunningen veröffentlicht. 1954 gab der Scherz-Verlag den Roman unter dem Titel in der Übersetzung von Lola Humm-Sernau heraus. Im Atlantik Verlag erschien 2018 die heute verwendete Neuübersetzung von Michael Mundhenk.
Es ermittelt Hercule Poirot. 
Der Roman spielt an einer archäologischen Ausgrabungsstätte im Irak. Die Erfahrungen hatte die Autorin bei ihren Aufenthalten an den Ausgrabungsstätten in Ur, gemeinsam mit ihrem Ehemann Max Mallowan, gesammelt. Das Mordopfer Mrs. Leidner ist Katharine Woolley, der Frau des Vorgesetzten Mallowans in Ur, Leonard Woolley nachempfunden.

## Handlung
Dr. Eric Leidner ist ein schwedisch-amerikanischer Archäologe, der sich auf einer Ausgrabung im Irak befindet, das sich zum Zeitpunkt der Handlung unter britischem Protektorat befindet. Seine Frau Louise war in erster Ehe mit Frederick Bosner – einem jungen Mann, der für das US-amerikanische Außenministerium arbeitete – verheiratet. Bosner war während des Ersten Weltkriegs als deutscher Spion zum Tode verurteilt worden. Während eines Transportes war ihm die Flucht gelungen. Später wurde er als eines der Opfer eines Zugunglückes identifiziert. 
Amy Leatheran ist eine Krankenschwester, die eine Patientin in den Irak begleitet hatte und nun eigentlich nach Hause reisen möchte. Sie trifft Dr. Leidner, der sie für die Betreuung seiner Frau engagiert. Mrs. Leidner benötigt Betreuung, weil sie gespenstische Erscheinungen vor ihrem Fenster sieht und auch behauptet, Drohbriefe von ihrem verstorbenen Ehemann zu erhalten. 
Dann wird Mrs. Leidner von ihrem Mann tot in ihrem Zimmer gefunden, am Kopf getroffen von einem großen stumpfen Gegenstand. Hercule Poirot, der ebenfalls den Irak bereist, wird  gebeten, das Rätsel zu lösen. 
Poirot befragt jeden inoffiziell und beschäftigt Amy Leatheran als seine Assistentin. Es gibt eine Menge Spekulationen, die darauf hindeuten, dass der jüngere Bruder von Frederick Bosner, William, sich unter den Expeditionsteilnehmern befinden könnte oder dass ihr Ehemann das Zugunglück überlebt habe. Dann wird Dr. Leidners langjährige Sekretärin ermordet. Doch bevor sie stirbt ruft sie: „Das Fenster, das Fenster!“ und das ist die letzte wichtige Information, die Poirot braucht, um den Fall zu lösen. 
Es stellt sich heraus, dass Mrs. Leidner und Miss Johnson von Dr. Leidner ermordet wurden, der in Wirklichkeit Frederick Bosner ist. Er hatte das Zugunglück überlebt und die Identität mit einem der Opfer getauscht, der von Dr. Leidner. Fünfzehn Jahre später heiratete er seine Frau erneut, die ihn nicht erkannte. 
Auf den ersten Blick scheint es unmöglich, dass Leidner seine Frau ermordete, stand der doch die ganze Zeit auf dem Dach des Hauses. Aber mit Hilfe einer Maske hatte er seine Frau an das Fenster ihres Zimmers gelockt und sie dann mit einem Mühlstein erschlagen. Er tötete sie, weil er sie liebte, sie sich aber Richard Carey hingegeben hatte. Miss Johnson hatte zufällig herausgefunden, wie Leidner seine Frau ermordet haben konnte, und musste deshalb sterben. 
Außerdem wird Father Lavigny als Raoul Menier entlarvt, ein französischer Dieb, der, maskiert als Mönch, wertvolle Fundstücke stahl und sie durch perfekte Kopien ersetzte. 

## Personen
- Hercule Poirot, der berühmte belgische Detektiv
- Professor Dr. Eric Leidner, Archäologe und Leiter der Ausgrabungen
- Louise Leidner, seine Frau
- Bill Coleman, Assistent von Professor Leidner
- David Emmott, Assistent von Professor Leidner
- Richard Carey, Architekt
- Anne Johnson, Sekretärin von Professor Leidner
- Pater Lavigny, ein Inschriftenkundler
- Amy Leatheran, eine Krankenschwester
- Captain Maitland, Chef der Polizei von Hassanieh
- Joseph Mercado, Assistent von Professor Leidner
- Marie Mercado, seine Frau
- Dr. Giles Reilly, Arzt
- Sheila Reilly, Tochter des Arztes
- Carl Reiter, Fotograf der Expedition

## Kritiken
Das Times Literary Supplement vom 18. Juli 1936 fasst in seiner Kritik von Harry Pirie-Gordon die Handlung zusammen und schließt: „Die Handlung ist wirklich genial und der erste Mord wirklich klug konstruiert. Es bleiben aber Zweifel, ob sich Frau Leidner wirklich so, wie beschrieben, verhalten hätte.“
In der The New York Times Book Review vom 20. September 1936 sagt Kay Irvin: „Agatha Christie ist darin eine Meisterin, wie jeder weiß, eine ganze Sammlung von Spuren zu präsentieren, mit denen man nichts anfangen kann. Es gibt Geheimnisse über Geheimnisse in dieser ruhigen, doch seltsam bewegten Gruppe von Wissenschaftlern. Und einer von ihnen muss der Mörder sein. Es ist ein Teil der Fähigkeit der Autorin, dass wir in jedem, wirklich in jedem etwas Geheimnisvolles entdecken und jeden für verdächtig halten. Dieses neue Werk von Christie ist eine schlüssige und sehr originelle Geschichte.“

## Beziehungen zu anderen Werken
- Obwohl der Roman 1936 veröffentlicht wurde, beschreibt er doch Ereignisse, die drei Jahre zuvor stattfanden. Denn zur Rückreise aus dem Orient nimmt Poirot den Orientexpress und klärt dabei seinen berühmtesten Fall – den Mord im Orient-Express.
- Als Amy Leatheran gefragt wird, wie sie den Nachmittag verbracht hat, antwortet sie, dass sie den berühmten Roman Mord in der Klinik von Ngaio Marsh gelesen habe.

## Verfilmungen

### Agatha Christie’s Poirot
2001 wurde der Roman für die 8. Staffel als 2. Folge der britischen Fernsehserie Agatha Christie’s Poirot mit David Suchet als Hercule Poirot verfilmt. Die Geschichte wurde um die Rolle von Captain Hastings ergänzt, obwohl er im Roman nicht mitspielt. Dafür wurde die Rolle von Amy Leatheran gekürzt. 

## Hörbücher
- 2003 Mord in Mesopotamien (3 CDs). Gekürzte Fassung von Neville Teller. Aus dem Englischen von Barbara Christ. Gelesen von Céline Fontanges. Regie: Sven Stricker. Der Hörverlag, München[8]